# Parapriacanthus elongatus
Parapriacanthus elongatus is een straalvinnige vissensoort uit de familie van bijlvissen (Pempheridae). De wetenschappelijke naam van de soort werd voor het eerst geldig gepubliceerd in 1911 door McCulloch.